# Sara Ferreira
Sara Daniela Coelho Ferreira, (Olivais, 7 de Novembro de 1992), é uma jogadora portuguesa de futsal pela equipa do Sport Lisboa e Benfica.

## Carreira
Desde muito nova que começou a interessar-se pelo futsal, por influência da família e assistindo aos treinos da irmã, que já praticava a modalidade. Num dos treinos não havia jogadoras suficientes e foi convidada a juntar-se ao mesmo. A experiência correu bem, reunindo consenso entre as colegas da irmã pela qualidade que demonstrava, sendo convidada a pertencer à equipa.

### Sport Lisboa e Benfica

#### 2016-2017
Durante a época cumpre um total de 33 jogos, divididos entre as três competições (27 no Campeonato Nacional, 5 na Taça de Portugal e 1 na Supertaça Portuguesa). No conjunto das três competições, apresenta um registo de 32 golos (29 no Campeonato Nacional , um na Taça de Portugal, e 2 na Supertaça Portuguesa).
A cumprir a sua nona época consecutiva no clube e a quarta desde que a Taça Nacional foi substituída pelo Campeonato Nacional, a equipa do Sport Lisboa e Benfica acaba por ter a sua melhor prestação até à data com o feito inédito da conquista do "triplete", respeitante a competições nacionais (Campeonato Nacional, Taça de Portugal e Supertaça Portuguesa).

### Seleção Nacional
Numa primeira fase, a atleta começou por participar em competições internacionais de futebol.Faz a sua primeira internacionalização pela Seleção Nacional no dia 19 de setembro de 2010, no escalão sub-19, ao participar num jogo de apuramento para o Campeonato Europeu, contra a Islândia. Realizado no estádio municipal de Albufeira, a Seleção Nacional perde o jogo por 0-2.
A sua última competição internacional de futebol diz respeito ao apuramento para o Campeonato Europeu, com a Seleção Nacional a não conseguir qualificar-se para a competição. No total, cumpriu 13 internacionalizações pela Seleção Nacional Sub-19 e marcou um golo.
No que respeita ao futsal e à Seleção Portuguesa de Futsal Feminino, a sua primeira internacionalização foi cumprida no dia 5 de dezembro de 2011, ao participar no jogo contra o Japão para o Mundial de Futsal Feminino, realizado em Fortaleza, Brasil. A Seleção Nacional venceu o jogo por 4-0, acabando o torneio em terceiro lugar, ao vencer a disputa com a Rússia por 3-0.
Durante o ano de 2014 participa no Mundial de Futsal Feminino, realizado na Costa Rica, acabando a competição em segundo lugar, ao perder com o Brasil.
Depois de uma fase de grupos em igualdade pontual com o Brasil no Mundial de Futsal Feminino de 2015, as derrotas com a seleção russa na semifinal e com a seleção espanhola na disputa do terceiro lugar, acaba por deixar a seleção portuguesa no quarto lugar e, por isso, fora das medalhas.
Em 2016 participa no Torneio Europeu das Quatro Nações realizado na província espanhola de Castilla-La-Mancha, uma vez que nenhuma federação se disponibilizou a organizar o Torneio Mundial. Com a participação das selecções da Rússia, Espanha e Itália, a Seleção Nacional acabaria por ficar em terceiro lugar.

## Títulos
Sport Lisboa e Benfica
- Campeonato Nacional: 2016-2017
- Taça de Portugal: 2013-14, 2015-16 e 2016-17
- Taça Nacional: 2009–10
- Supertaça Portuguesa: 2014-15, 2016-17 e 2017-18

Seleção Nacional
- Torneio Mundial de Futsal Feminino: 3º lugar em 2011;[3] vice-campeã em 2014.[4]
- Torneio Europeu das Quatro Nações: terceiro lugar em 2016.[6]